# Џиновске капице
Џиновске капице су потпородица шкољки познате и као џиновске шкољке. Породица садржи највеће врсте шкољки, укључујући и џиновку тридакну. Имају тешке љуштуре, зглобљене са 4-6 набора. Плашт је обично живо обојен. Настањују коралне гребене топлих мора Индо-Пацифика. Сматрају се потомцима кардијацеа прилагођени животу при површини. У неким областима, као што су Филипини, неке врсте се гаје за морске акваријуме, односно трговину. Већина њих живи у симбиози са фотосинтетским динофлагелатама (зооксантелама).

## Систематика
Понекада се џиновске шкољке још увек сматрају посебном породицом Tridacnidae, али их новија истраживања из филогенетске анализе сврставају у породицу Cardiidae као нижи таксон.
Позната су два рецентна рода и осам врста:
Новија генетичка истраживања показују да су то монофилетски сестрински таксони.